# Soirées musicales
Soirées musicales (Vespres musicals) op. 9, és una suite de cinc moviments composta el 1936 per Benjamin Britten basats en temes de Gioachino Rossini. La suite, representada per primera vegada el 1937, deriva el seu títol de la col·lecció homònima de Rossini, que data de principis de la dècada de 1830, de la qual Britten va extreure gran part del material temàtic.
La suite de cinc moviments es va ampliar a partir de la música incidental que Britten havia escrit per a una pel·lícula el 1935, i es va utilitzar ràpidament com a base d'un ballet d'⁣Antony Tudor. Altres coreògrafs, inclòs George Balanchine, van crear ballets utilitzant la partitura de Britten.

## Origen i context
El 1935 el jove compositor anglès Benjamin Britten va començar a treballar per a la GPO Film Unit, principalment escrivint música incidental per a documentals promocionals. Un dels seus primers treballs per a la unitat va ser la música d'un curtmetratge de cinc minuts anomenat The Tocher. Utilitzant tres melodies del compositor del segle XIX Gioachino Rossini, Britten va organitzar una partitura per a veus de nois, flauta (doblant en flautí), oboè, clarinet, piano i percussió. Les peces que va escollir van ser la marxa dels soldats de Guillaume Tell, i dues peces de la col·lecció Soirées musicales de Rossini: una canzonetta "La promessa" (La promesa) i un bolero, "L'invito" (La invitació). Va publicar els tres moviments com a Suite Rossini el 1935.
Dos anys més tard, el 1937, Britten va reelaborar la música per a una orquestra completa i va afegir dos moviments més basats en Rossini: un "tirolès" (a l'estil d'un ball camperol tirolès) anomenat "La Pastorella dell'Alpi" (La Pastora dels Alps) de la col·lecció Soirées musicales, i una tarantella, "La Charité" (Amabilitat), de Trois choeurs religieux de Rossini. La suite ampliada, titulada Soirées musicales, va ser estrenada el 16 de gener de 1937 per l'⁣Orquestra de la BBC dirigida per Joseph Lewis.
El 1938 el ballarí i coreògraf Antony Tudor va crear un ballet anomenat Soirée musicale (singular) utilitzant la suite de Britten. Va ser presentat al London Palladium el 26 de novembre, es va fer a tot el país i, el 1939, a la televisió, i va romandre en el repertori del Ballet Rambert fins als anys seixanta.
El 1941 Lincoln Kirstein volia un nou ballet per a una gira sud-americana de l'⁣American Ballet. Britten va compondre una altra suite després de Rossini anomenada Matinées musicales, la va unir a la música Soirées musicales i va afegir l'obertura de La Cenerentola com a final. El ballet resultant, coreografiat per George Balanchine, es deia Divertimento. El 1955 es va oferir un nou ballet, Soirée, de Zachary Solov al Metropolitan Opera de Nova York, utilitzant la música de les Soirées musicales de Britten.

## Música

### Anàlisi
La suite, que dura uns onze minuts, consta de cinc moviments:
- March

L'animada marxa inaugural es basa en el "Pas de soldats" del tercer acte de GuillaumeTell de Rossini. Després d'una floritura d'obertura, el moviment comença en silenci i augmenta fins a un final fortissimo.
- Canzonetta

El segon moviment és en un estil suau italià amb solos de vent fusta sobre cordes ondulades.
- Tirolese

Una cançó camperola dels Alps tirolesos, amb un efecte d'iòdel a la melodia, escoltada per primera vegada a la trompeta solista.
- Bolero

El Bolero, una dansa sensual espanyola, empra les esperades castanyoles, recolzades en el que el comentarista William E Runyan anomena "orquestració brillant i lluminosa, amb timbres luxosos i en cascada".
- Tarantella

Per al moviment final, Britten fa un andante molto en 12/8 d'una obra coral religiosa i accelera la sintonia fins a convertir-se en una tarantel·la siciliana giratòria per portar la suite a un final exuberant.

### Partitura
L'analista Eric Roseberry escriu sobre la partitura de Britten:
La suite està escrita per a dues flautes (segona doblant flautí), dos oboès, dos clarinets, dos fagots, dues trompetes, dues trompes, dos trombons, percussió (dos intèrprets: glockenspiel, xilòfon, plats, plat suspès, triangle, castanyoles, baix tambor i caixa), arpa i cordes.